# Jean de Beaugrand

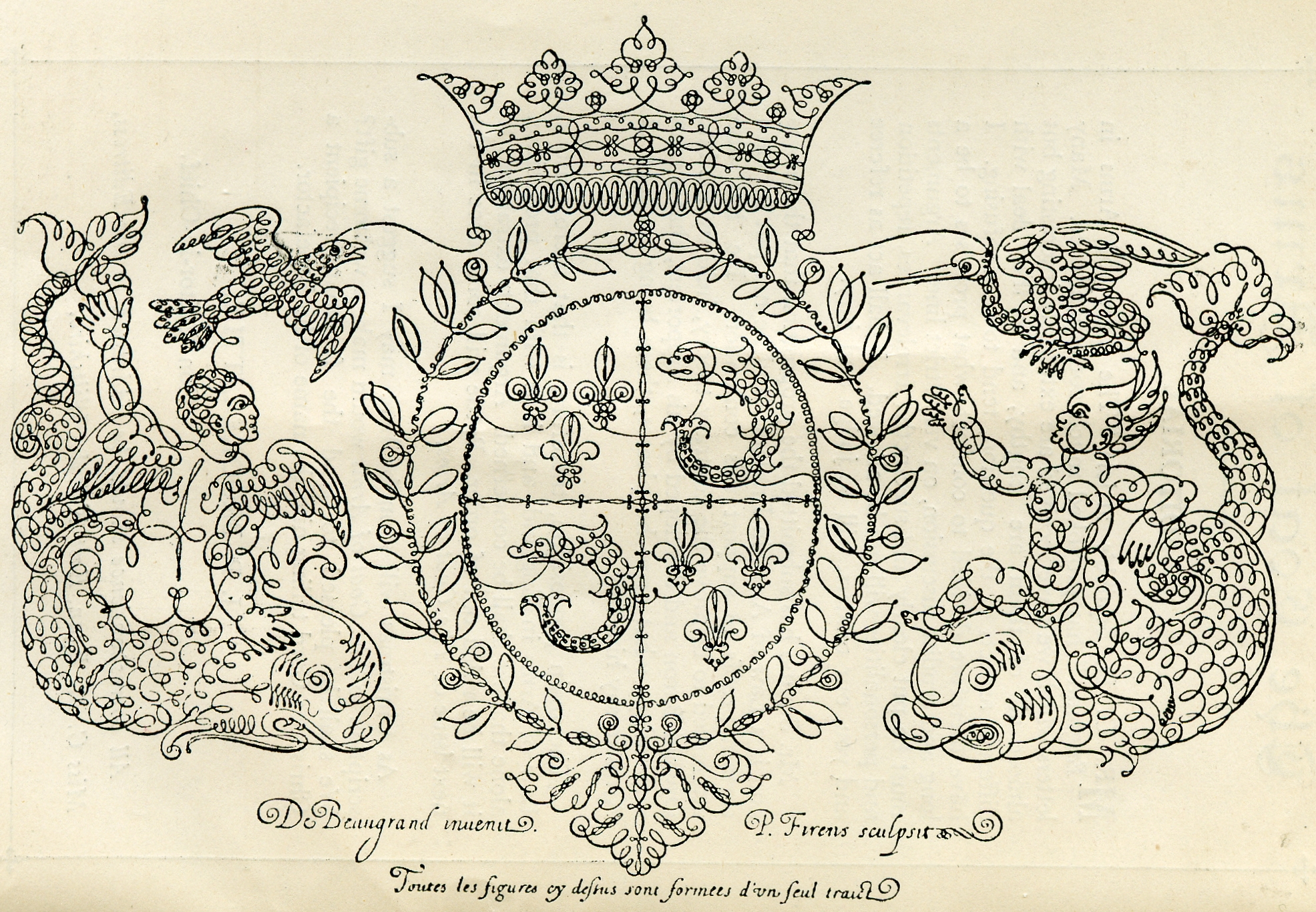
Jean de Beaugrand: Panchrestographie, 1604

Jean de Beaugrand, genannt le Géostaticien (* 1584 in Mülhausen, Elsass; † 1640 in Paris) war ein französischer Mathematiker, Philosoph und Maler des Barocks.

## Leben
Über das Privatleben von Jean de Beaugrand ist wenig bekannt, aber es sind zahlreiche Korrespondenzen mit Descartes, Fermat und Mersenne erhalten geblieben.
Er beschäftigte sich unter anderem mit der Lösung des wichtigen Längengradproblems.